# Калафат

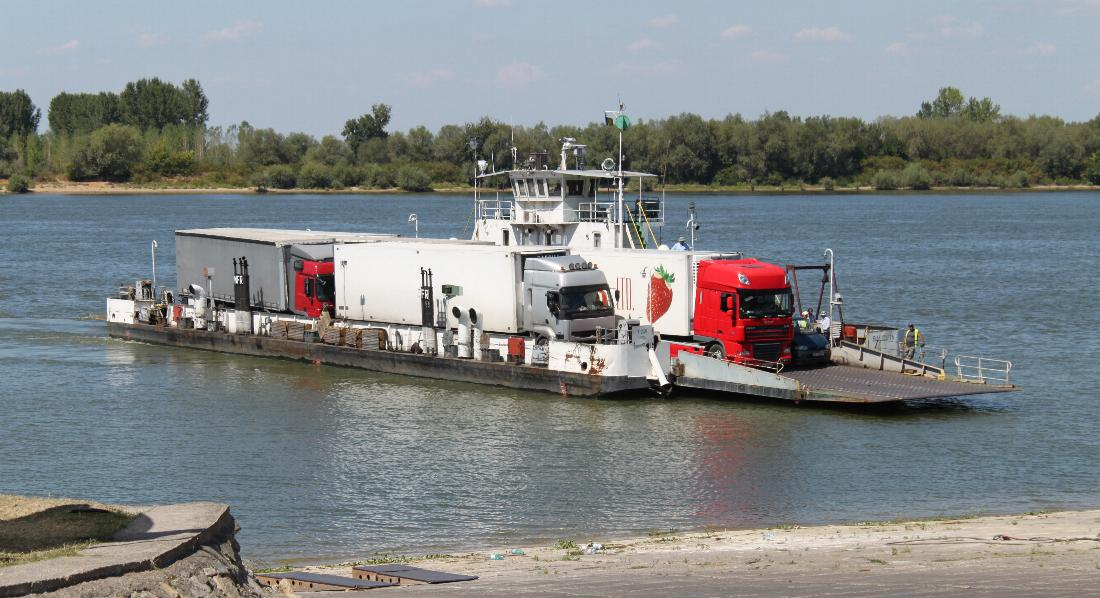
Паром Видин — Калафат

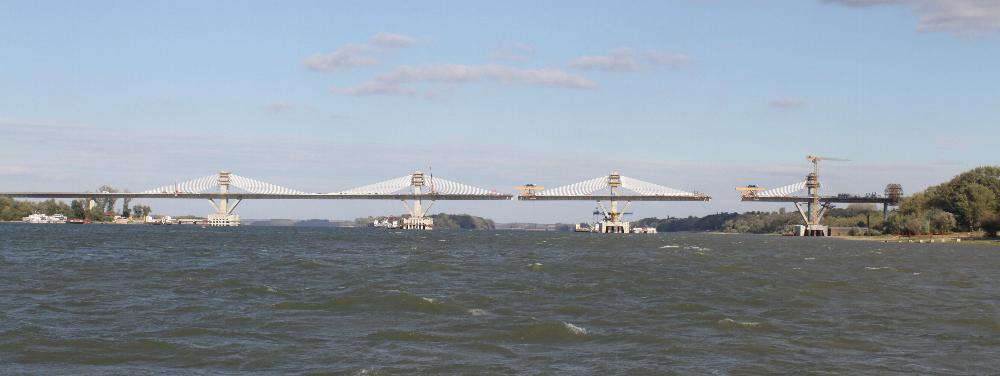
Стройка моста в середине 2012 года

Калафат (рум. Calafat, МФА: {{#parsoid\0fragment:0}}kalaˈfat{{#parsoid\0fragment:1}}о файле) — город в Румынии, на левом берегу Дуная. На противоположном берегу находится болгарский город Видин.

## История
По одной из версий, город был основан генуэзскими колонистами в 1424 году и являлся перевалочным пунктом Генуэзских торговцев.
В 1790 году турки, разбив у Журжи австрийские войска принца Кобурга, перешли через Дунай у Видина и укрепились в Калафате, но были 26 июня разбиты отрядом фельдцейхмейстера Клерфайта и были вынуждены возвратиться на правый берег.
В 1811 году сильный отряд Измаил-бея (до 25 тысяч), стоявший в Видине, четыре раза (29 июля, 7, 17 и 30 сентября) пытался атаковать близ Калафата русские войска под начальством генерала А. П. Засса, но безуспешно, после чего часть наших войск перешла через Дунай. Опасения за свой тыл и известия о поражении армии визиря заставили Измаил-бея отступить; затем войска его были распущены.

## Население
Согласно данным переписи 2016 года, население города составляло 18 507 человек.

## Транспорт
Во второй половине XX века открыт железнодорожный паром Видин (Болгария) — Калафат. С начала 1990-х годов он дополнен автомобильным паромом.
В 2007 году началось строительство моста через Дунай между Болгарией (г. Видин) и Румынией (г. Калафат). Мост открыт 14 июня 2012 года и введен в эксплуатацию. Он известен как Мост Видин-Калафат, но получил новое имя — «Новая Европа».

## Города-побратимы
- Видин, Болгария
- Дёйвен, Нидерланды
- Заечар, Сербия

## Известные уроженцы
- Иордаке, Штефан — актёр;
- Марку, Дуйлиу — архитектор;
- Попеску, Георге — футболист.